# District de Qilihe
Le district de Qilihe (chinois simplifié : 七里河区 ; pinyin : qīlǐhé qū) est l'une des cinq subdivisions administratives de la ville-préfecture de Lanzhou, capitale de la province du Gansu en Chine.
Le district comprend la gare de Lanzhou-Ouest, terminus de la LGV Lanzhou - Ürümqi et de la LGV Xuzhou - Lanzhou.